# 2006年のF1世界選手権

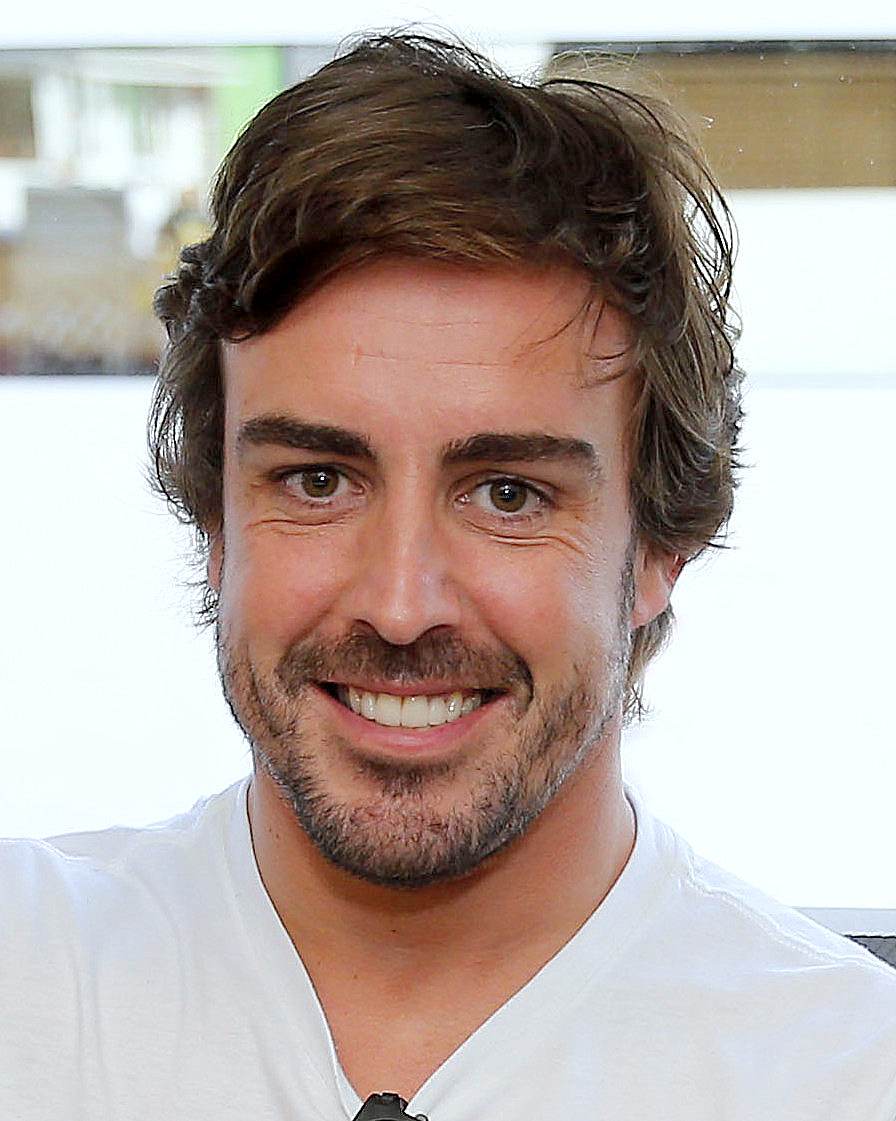
2006年のF1世界選手権において2度目のドライバーズタイトルを獲得したフェルナンド・アロンソ

2006年のF1世界選手権（2006ねんのエフワンせかいせんしゅけん）は、FIAフォーミュラ1世界選手権の第57回大会となる。2006年3月12日にバーレーンで開幕し、10月22日にブラジルで開催された最終戦まで、全18戦で争われた。

## シーズン概要

### 新旧王者の対決

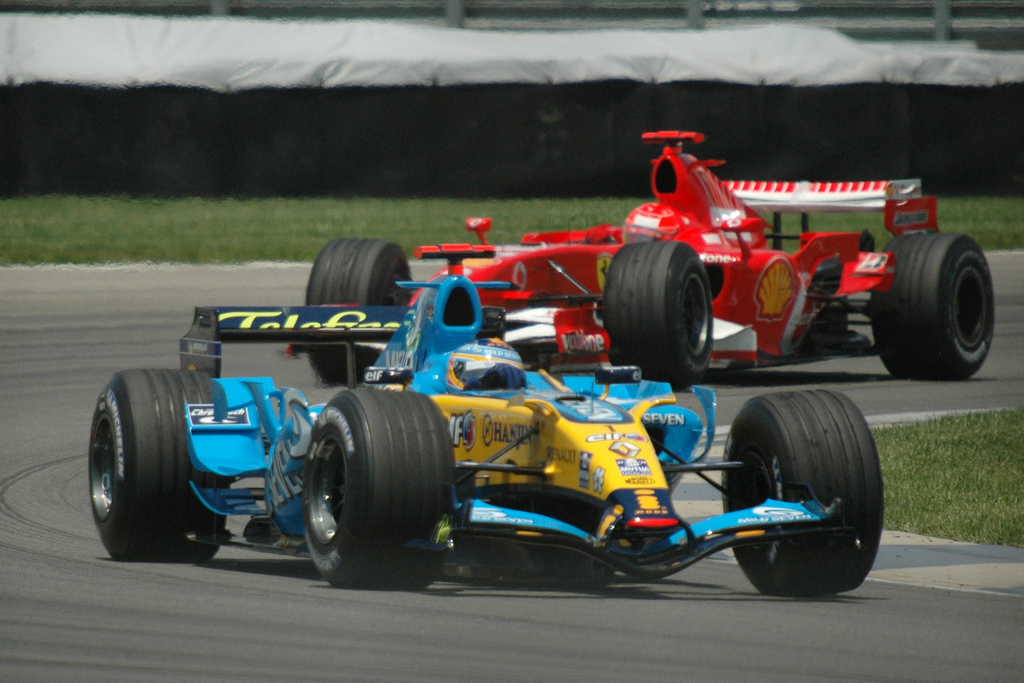
アメリカGPにてバトルを展開するアロンソ（前）とシューマッハ（後）

2006年シーズンを迎えるにあたり、1995年以来となるエンジンルールの大幅改定（3.0LV10→2.4LV8）、タイヤ交換の復活、予選ノックアウト方式の導入などの規定変更があった。
前年初タイトルを獲得したフェルナンド・アロンソとルノーは、今季も開幕から好スタートを切った。前年のライバルだったマクラーレンは1996年以来の0勝と期待を裏切り、代わって前年不振にあえいだフェラーリが復調した。ルノーが前半戦7勝・後半戦1勝だったのに対して、フェラーリは前半戦2勝・後半戦7勝と猛烈な追い上げを見せた。両チームの接戦は、ミシュラン対ブリヂストンのタイヤ戦争最終ラウンドという見方もあった。
フェラーリのミハエル・シューマッハはアロンソとの最大25ポイント差をリカバーし、第16戦中国GP終了時点で同点に並んだが、最終的にアロンソ・ルノー陣営がドライバーズ/コンストラクターズ両部門の連覇を達成した。シューマッハは第15戦イタリアGPで今季限りでの引退を表明し、フェラーリでの黄金時代にピリオドを打った（その後2010年に現役復帰し、2012年に再び引退した）。

### 新チーム参戦

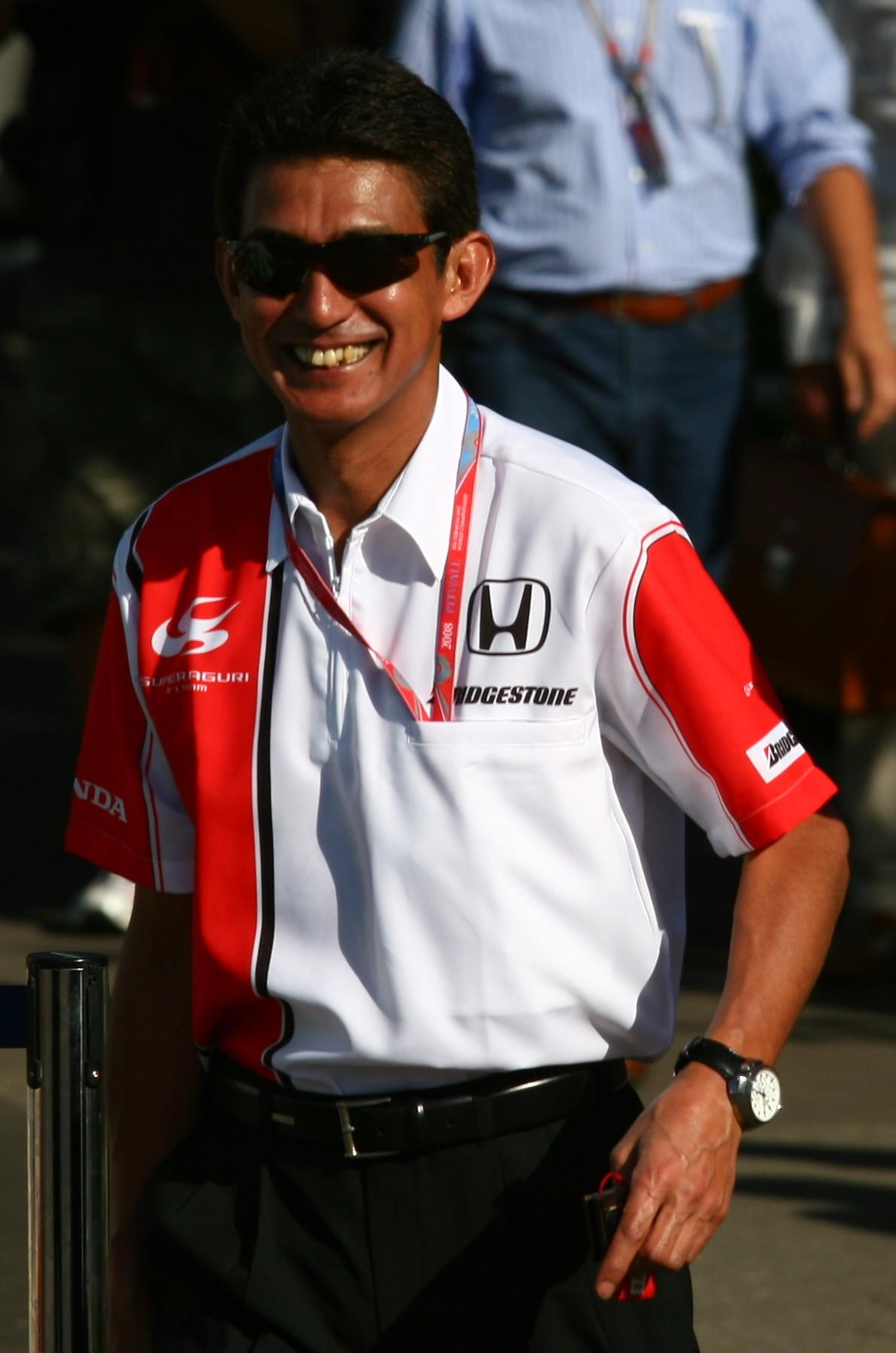
日本人の元F1ドライバーとして初めてF1チームを設立した鈴木亜久里

チームのオーナーシップ交代が相次ぎ、B・A・R、ザウバー、ミナルディ、ジョーダンという4チームの名称が変更された。そして、新たに日本からスーパーアグリが参戦を開始した。
- ホンダはB・A・Rの全株式を取得して1968年以来38年ぶりにフルコンストラクターとして参戦。第13戦ハンガリーGPにて1967年イタリアGP以来の1勝を記録した。
- BMWザウバーは「ザウバー」の名前を残したものの、チームはBMWによる完全な所有下におかれ、前オーナーのペーター・ザウバーは第一線を退いた。ドイツ国籍のF1チーム参戦は、1989年のザクスピード、リアル以来17年振り。
- ミナルディはレッドブル傘下でスクーデリア・トロ・ロッソとして生まれ変わり、レッドブル・レーシングのセカンドチーム的な役割を担うことになった。
- ミッドランド社により買収されたジョーダンはMF1となり、「F1史上初のロシア国籍チーム」が誕生した。イタリアGPの際にオランダの自動車メーカー、スパイカー・カーズによる買収が発表され、エントリー名も「スパイカーMF1レーシング」に変更された。
- 元F1ドライバーの鈴木亜久里がオーナーを務めるスーパーアグリは、エントリー承認まで紆余曲折があったものの、ホンダエンジン・ブリヂストンタイヤ・日本人ドライバーという「純日本チーム体制」で参戦することになった（活動拠点はイギリスに置かれる）。日本国籍のプライベーターチームは1977年日本GPにスポット参戦したコジマ以来29年振りである。

2002年から参戦しているトヨタ、チームとして復帰したホンダ、新規参戦のスーパーアグリがエントリーしたことで、日本国籍のチーム数が過去最多の3チームなった。日本国籍のチームが複数エントリーしたレースとしては、1976年F1世界選手権イン・ジャパン（マキとコジマ）という先例があるが、このレースではマキが予選不通過となり決勝に進めなかった。3チームが決勝に出走した開幕戦バーレーンGPは、史上初めてF1の決勝で日本国籍のチームが複数走ったレースとなった。

### その他の出来事
タイヤ戦争の終焉
2005年12月、ブリヂストンとともにF1にタイヤを供給している2社のひとつであるミシュランが、2006年限りでF1から撤退することを発表した。これは、2005年アメリカGPにおいて、ミシュランタイヤユーザーの7チームが安全性の問題から、フォーメーションラップのみでレースから「撤退」するという事態から生じた、ミシュランとFIAの政治的対立、および2008年から導入される予定であった、タイヤワンメイク化というルールへの反発が遠因としてあったといわれている。
第9戦カナダGPではミシュラン、第12戦ドイツGPではブリヂストンがそれぞれF1通算100勝目を達成した。ラストシーズンの両陣営の勝負は9勝9敗と互角（ポールポジションはミシュラン11、ブリヂストン7）。ミシュランのF1最終成績は102勝、111ポールポジション、108ファステストラップだった。
開発競争と規制
開幕2戦では、フェラーリのマシンに装着されている前後ウィングが走行中の風圧によって変形するフレキシブルウィングではないかとの疑いが浮上し、他チームから抗議を受けた。その後、BMWザウバーのマシンのリアウィングにも疑惑がかかり、第9戦カナダGPよりリアウィングの隙間（スロット）を固定するスロットギャップ・セパレーターの装着が義務付けられた。
また、車体の上下動を緩和するマスダンパーが可動空力装置と判断され、第13戦ハンガリーGP後に使用禁止が決定した。このシステムを採用していたチームの中でも、技術をリードしていたルノーにとっては痛手になった。
ベルギーGPの中止
当初、国際自動車連盟 (FIA) が発表していた開催カレンダーには決勝日9月17日開催として第16戦にベルギーGPが組み込まれていたが、ベルギーのナショナル・スポーツ・オーソリティ（RACB）からFIAに開催を辞退する旨の通知が提出され、FIAもこれを受理したため、開幕戦までわずか1ヶ月余りを残した2月8日、開催の中止が発表された。開催辞退の理由としてはスパ・フランコルシャンサーキットの大改修の必要が挙げられているが、ベルギーGPは資金難が以前からささやかれていたため、辞退の申請がある以前から開催を危ぶむ声は多かった。なおコース改修が完了した翌2007年以降は毎年開催されている。

## レギュレーションの変更

### エンジン

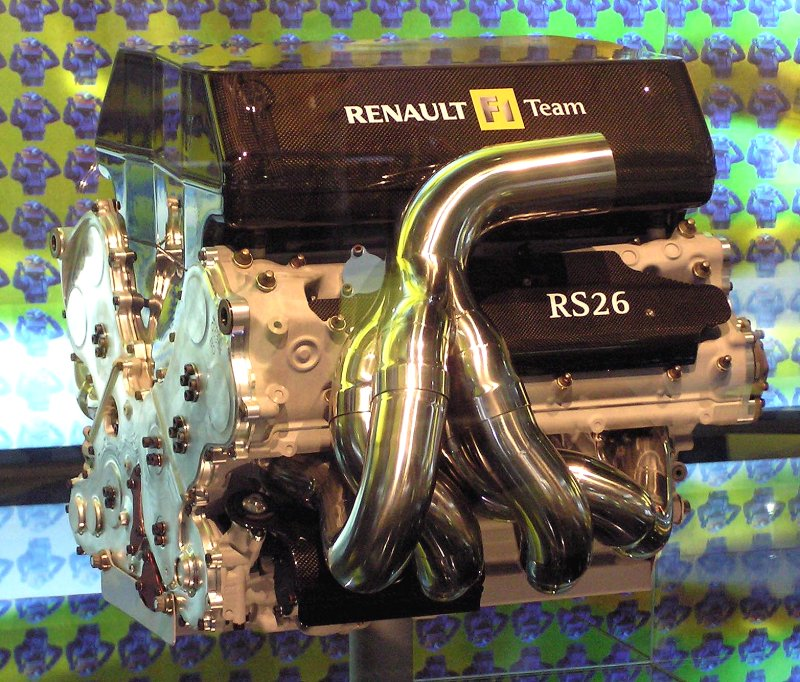
ルノー・RS26エンジン

急激なエンジン出力レベル向上への対策として、2006年のエンジンレギュレーションに抜本的な変更が行われた。
- 排気量を3000cc（3.0リッター）から2400cc（2.4リッター）に引き下げ
- 気筒数をV型10気筒 (V10) からV型8気筒へ削減
- V型でバンク角は90度のみ
- ボア径98mm以下、クランクシャフト58mm以上
- 重心位置は165mm以上
- 可変吸気装置の禁止
- 最低重量95kg

これらは安全性向上と開発コストを削減するための措置である。資金力の乏しいチームはエンジン調達が難しいため、2006年と2007年は従来の3リッター・V10エンジンにレブリミッターを装着して使用することも許可された。この救済措置はミナルディからの嘆願を容れてのものだったが、制限付きでもV8エンジンよりもトルクがあると見込まれる上に、ミナルディがレッドブルに買収されて資金難が解消されたため、下位2チーム（ミッドランドとスーパーアグリ）はFIAに対してトロ・ロッソのV10エンジン使用を認めないよう異議申し立てを行った。
排気量が20%減少したことにより最高出力は200馬力程度ダウンし、V10最終期の950馬力前後から750馬力前後にまで低下した。最高回転数は上昇し、コスワース・エンジンは予選時に20,000回転オーバーのスペックを投入した。構造面では振動が発生する回転帯がV10よりも高いため、補記類への影響が課題となった。
当初はラップタイムが3秒ほど遅くなると予想されていたが、プレシーズンテストの段階で前年のペースに迫り、本戦では前年を上回るタイムが記録された。これを受けてFIAは追加策として、第17戦日本GP時点のエンジン仕様で承認（ホモロゲーション）を行い、2010年までエンジン開発を凍結することを決定（その後2013年まで延長）。さらに翌2007年より最高回転数を19,000回転に制限することを決定した（2009年より更に18,000回転に厳格化）。

### タイヤ
前年度は禁止となっていた、レース中のタイヤ交換が再び許可された。
1グランプリにつき、各ドライバーは最大でドライタイヤ7セット、ウェットタイヤ4セット、エクストリームウェザータイヤ3セットの計14セットまで、タイヤの使用が認められる。

### 予選
予選方式は前年度までのワンアタック方式が不評であったため、2006年は大きな変更が加えられ、ノックアウト方式が導入された。予選は土曜日午後の1セッションのみである。
第1ラウンド
セッション最初の15分間。全車22台が任意の燃料を積んだ（極めて軽い）状態で走り、ラップタイムを記録。下位の6台は次のセッションに進めず、タイム順に17番手から22番手までのグリッドを埋める。
第2ラウンド
5分の休憩をはさみ、その次の15分間のセッションを残りの全車が任意の燃料を積んだ（極めて軽い）状態で走行する。ここでも下位の6台は次のセッションに進めず、タイム順に11番手から16番手までのグリッドを埋める。
ここまでで脱落した12名については、この時点で、自らの車をピットまで戻し、セッティングに変更を加えることが許される。
第3ラウンド
残った10台は決勝で予定している量まで燃料を給油し、その燃料搭載量をFIAに申告し、5分の休憩をはさんで後に行われる20分間の最終セッションに挑むことができる。このセッションに参加する10台は決勝スタート時の搭載量まで燃料が給油されているため重い。決勝のレース戦略によって各車の燃料搭載量は異なるので、全車が燃料を抜いて実質的に同じ重量で走る最初の2回のセッションと異なり、各競争者の重量には差が生じ、これが順位に少なからぬ影響を及ぼすこととなる。このセッションでのタイム順に従い上位の10グリッドが決定となり、決勝グリッドを全て確定する。
予選終了後、22台の各車両は事前に申告した量まで給油された上で、翌日までパルクフェルメ（車両保管庫）に封印される。
開幕前の時点では、この手順について、最終セッションで、事前に燃料搭載量を重めに申告しておいて、セッション中になんらかの方法を用いて燃料を抜くチームが現れるのではないかと懸念されていた。仮に密かに燃料を減じることに成功した場合、その車は予選を重量が軽い状態で走ることにより極めて有利になるばかりでなく、セッション後に給油できるため、決勝においてもなんらデメリットを負うことがなく、この点はルールの抜け穴になり得ると考えられていた。
新予選方式の発表直後から指摘されていたこの抜け穴について、FIAは燃料消費量は計算によって把握できるので、それとセッション後の給油量を比較すれば問題ないと述べているが、2006年シーズンからは従来の3.0リッターV10とは燃費が異なる2.4リッターV8エンジンに変更されることもあり、元々やっかいな燃費計算を正確にできるのか、などと疑義が呈され、シーズン中に修正を余儀なくされるのではないかとする声があがったものの、この点についてはほぼ滞りなく機能した。
実際にこの予選方式が開始されると、20分かけて行われる最終セッションの前半は各車が燃料消費のために費やすことになる為、退屈なものとなった。第11戦フランスGPからは、こうした批判に応えた修正が加えられ、最終セッションの時間は20分から15分に短縮された。同時に、各セッションについてQ1・Q2・Q3と呼ぶことになり、Q1・Q2において、それまではセッション終了までに記録したタイムが有効とされていたものが、セッション終了後最初にコントロールライン通過したラップまでが有効なタイムとされるようになった。

### フリー走行
土曜日のセッションについて、従来は45分のセッションを2回としていたが、1回のみ行われる1時間のセッションに変更された。このセッションは、原則として11時から12時までの間に行われる。

## 開催地及び勝者
- 過去10年連続で開幕戦として開催されてきたオーストラリアGPが、コモンウェルスゲームズ(イギリス連邦大会)との重複を避ける為、バーレーンGPと入れ替わる形になった。
- ドイツで開催される、サッカーW杯(6月9日 - 7月9日)との重複を避ける為、7月以降のヨーロッパラウンドが2005年に比べ1週間繰下がり（イギリスGPは1ヶ月前倒し）、北米ラウンドが間を埋める形となった。
- 当初は9月17日開催の第16戦としてベルギーGPが予定されていたが、中止となった。代替グランプリとして、ブラジルのジャカレパグア、スペインのバレンシア・サーキットなどの名が挙がったが、FIAによってそれらの案は退けられ、2006年は全18戦で開催された。

| ラウンド | レース                   | 開催日   | 開催地                 | ポールポジション         | ファステストラップ     | 優勝者                   | コンストラクター | レポート |
| -------- | ------------------------ | -------- | ---------------------- | ------------------------ | ---------------------- | ------------------------ | ---------------- | -------- |
| 1        | バーレーングランプリ     | 3月12日  | バーレーン             | ミハエル・シューマッハ   | ニコ・ロズベルグ       | フェルナンド・アロンソ   | ルノー           | 詳細     |
| 2        | マレーシアグランプリ     | 3月19日  | セパン                 | ジャンカルロ・フィジケラ | フェルナンド・アロンソ | ジャンカルロ・フィジケラ | ルノー           | 詳細     |
| 3        | オーストラリアグランプリ | 4月2日   | メルボルン             | ジェンソン・バトン       | キミ・ライコネン       | フェルナンド・アロンソ   | ルノー           | 詳細     |
| 4        | サンマリノグランプリ     | 4月23日  | イモラ                 | ミハエル・シューマッハ   | フェルナンド・アロンソ | ミハエル・シューマッハ   | フェラーリ       | 詳細     |
| 5        | ヨーロッパグランプリ     | 5月7日   | ニュルブルクリンク     | フェルナンド・アロンソ   | ミハエル・シューマッハ | ミハエル・シューマッハ   | フェラーリ       | 詳細     |
| 6        | スペイングランプリ       | 5月14日  | バルセロナ             | フェルナンド・アロンソ   | フェリペ・マッサ       | フェルナンド・アロンソ   | ルノー           | 詳細     |
| 7        | モナコグランプリ         | 5月28日  | モナコ                 | フェルナンド・アロンソ   | ミハエル・シューマッハ | フェルナンド・アロンソ   | ルノー           | 詳細     |
| 8        | イギリスグランプリ       | 6月11日  | シルバーストン         | フェルナンド・アロンソ   | フェルナンド・アロンソ | フェルナンド・アロンソ   | ルノー           | 詳細     |
| 9        | カナダグランプリ         | 6月25日  | モントリオール         | フェルナンド・アロンソ   | キミ・ライコネン       | フェルナンド・アロンソ   | ルノー           | 詳細     |
| 10       | アメリカグランプリ       | 7月2日   | インディアナポリス     | ミハエル・シューマッハ   | ミハエル・シューマッハ | ミハエル・シューマッハ   | フェラーリ       | 詳細     |
| 11       | フランスグランプリ       | 7月16日  | マニクール             | ミハエル・シューマッハ   | ミハエル・シューマッハ | ミハエル・シューマッハ   | フェラーリ       | 詳細     |
| 12       | ドイツグランプリ         | 7月30日  | ホッケンハイムリンク   | キミ・ライコネン         | ミハエル・シューマッハ | ミハエル・シューマッハ   | フェラーリ       | 詳細     |
| 13       | ハンガリーグランプリ     | 8月6日   | ハンガロリンク         | キミ・ライコネン         | フェリペ・マッサ       | ジェンソン・バトン       | ホンダ           | 詳細     |
| 14       | トルコグランプリ         | 8月27日  | イスタンブール・パーク | フェリペ・マッサ         | ミハエル・シューマッハ | フェリペ・マッサ         | フェラーリ       | 詳細     |
| 15       | イタリアグランプリ       | 9月10日  | モンツァ               | キミ・ライコネン         | キミ・ライコネン       | ミハエル・シューマッハ   | フェラーリ       | 詳細     |
| 16       | 中国グランプリ           | 10月1日  | 上海                   | フェルナンド・アロンソ   | フェルナンド・アロンソ | ミハエル・シューマッハ   | フェラーリ       | 詳細     |
| 17       | 日本グランプリ           | 10月8日  | 鈴鹿                   | フェリペ・マッサ         | フェルナンド・アロンソ | フェルナンド・アロンソ   | ルノー           | 詳細     |
| 18       | ブラジルグランプリ       | 10月22日 | インテルラゴス         | フェリペ・マッサ         | ミハエル・シューマッハ | フェリペ・マッサ         | フェラーリ       | 詳細     |

## エントリーリスト
| エントラント                                 | コンストラクター | シャーシ        | エンジン           | タイヤ | No. | ドライバー                 | No. | 第3ドライバー                                                                                                  | テストドライバー, リザーブドライバー      |
| -------------------------------------------- | ---------------- | --------------- | ------------------ | ------ | --- | -------------------------- | --- | --- | ----------------------------------------- |
| マイルドセブン・ルノーF1チーム               | ルノー           | R26             | ルノー RS26        | M      | 1.  | フェルナンド・アロンソ     |     | n/a | ヘイキ・コバライネン                      |
| マイルドセブン・ルノーF1チーム               | ルノー           | R26             | ルノー RS26        | M      | 2.  | ジャンカルロ・フィジケラ   |     | n/a | ヘイキ・コバライネン                      |
| チーム・マクラーレン・メルセデス             | マクラーレン     | MP4-21          | メルセデス FO108S  | M      | 3.  | キミ・ライコネン           |     | n/a | ペドロ・デ・ラ・ロサ ゲイリー・パフェット |
| チーム・マクラーレン・メルセデス             | マクラーレン     | MP4-21          | メルセデス FO108S  | M      | 4.  | ファン・パブロ・モントーヤ |     | n/a | ペドロ・デ・ラ・ロサ ゲイリー・パフェット |
| チーム・マクラーレン・メルセデス             | マクラーレン     | MP4-21          | メルセデス FO108S  | M      | 4.  | ペドロ・デ・ラ・ロサ       |     | n/a | ペドロ・デ・ラ・ロサ ゲイリー・パフェット |
| スクーデリア・フェラーリ・マールボロ         | フェラーリ       | 248F1           | フェラーリ Tipo056 | B      | 5.  | ミハエル・シューマッハ     |     | n/a | ルカ・バドエル マルク・ジェネ             |
| スクーデリア・フェラーリ・マールボロ         | フェラーリ       | 248F1           | フェラーリ Tipo056 | B      | 6.  | フェリペ・マッサ           |     | n/a | ルカ・バドエル マルク・ジェネ             |
| パナソニック・トヨタ・レーシング             | トヨタ           | TF106 TF106B    | トヨタ RVX-06      | B      | 7.  | ラルフ・シューマッハ       |     | n/a | リカルド・ゾンタ オリビエ・パニス         |
| パナソニック・トヨタ・レーシング             | トヨタ           | TF106 TF106B    | トヨタ RVX-06      | B      | 8.  | ヤルノ・トゥルーリ         |     | n/a | リカルド・ゾンタ オリビエ・パニス         |
| ウィリアムズF1チーム                         | ウィリアムズ     | FW28            | コスワース CA2006  | B      | 9.  | マーク・ウェバー           | 35. | アレクサンダー・ヴルツ                                                                                         | ナレイン・カーティケヤン                  |
| ウィリアムズF1チーム                         | ウィリアムズ     | FW28            | コスワース CA2006  | B      | 10. | ニコ・ロズベルグ           | 35. | アレクサンダー・ヴルツ                                                                                         | ナレイン・カーティケヤン                  |
| ラッキーストライク・ホンダレーシングF1チーム | ホンダ           | RA106           | ホンダ RA806E      | M      | 11. | ルーベンス・バリチェロ     | 36. | アンソニー・デビッドソン                                                                                       | ジェームズ・ロシター                      |
| ラッキーストライク・ホンダレーシングF1チーム | ホンダ           | RA106           | ホンダ RA806E      | M      | 12. | ジェンソン・バトン         | 36. | アンソニー・デビッドソン                                                                                       | ジェームズ・ロシター                      |
| レッドブル・レーシング                       | レッドブル       | RB2             | フェラーリ Tipo056 | M      | 14. | デビッド・クルサード       | 37. | ロバート・ドーンボス ミハエル・アメルミューラー                                                                |                                           |
| レッドブル・レーシング                       | レッドブル       | RB2             | フェラーリ Tipo056 | M      | 15. | クリスチャン・クリエン     | 37. | ロバート・ドーンボス ミハエル・アメルミューラー                                                                |                                           |
| レッドブル・レーシング                       | レッドブル       | RB2             | フェラーリ Tipo056 | M      | 15. | ロバート・ドーンボス       | 37. | ロバート・ドーンボス ミハエル・アメルミューラー                                                                |                                           |
| BMWザウバーF1チーム                          | ザウバー         | F1.06           | BMW P86            | M      | 16. | ニック・ハイドフェルド     | 38. | ロバート・クビサ セバスチャン・ベッテル                                                                        |                                           |
| BMWザウバーF1チーム                          | ザウバー         | F1.06           | BMW P86            | M      | 17. | ジャック・ヴィルヌーヴ     | 38. | ロバート・クビサ セバスチャン・ベッテル                                                                        |                                           |
| BMWザウバーF1チーム                          | ザウバー         | F1.06           | BMW P86            | M      | 17. | ロバート・クビサ           | 38. | ロバート・クビサ セバスチャン・ベッテル                                                                        |                                           |
| MF1レーシング スパイカー・MF1レーシング      | MF1              | M16             | トヨタ RVX-06      | B      | 18. | ティアゴ・モンテイロ       | 39. | マルクス・ヴィンケルホック ジョルジオ・モンディーニ エイドリアン・スーティル アレクサンドル・プレマ E.J.ヴィソ |                                           |
| MF1レーシング スパイカー・MF1レーシング      | MF1              | M16             | トヨタ RVX-06      | B      | 19. | クリスチャン・アルバース   | 39. | マルクス・ヴィンケルホック ジョルジオ・モンディーニ エイドリアン・スーティル アレクサンドル・プレマ E.J.ヴィソ |                                           |
| スクーデリア・トロ・ロッソ                   | トロ・ロッソ     | STR1            | コスワース TJ2006  | M      | 20. | ヴィタントニオ・リウッツィ | 40. | ニール・ジャニ                                                                                                 |                                           |
| スクーデリア・トロ・ロッソ                   | トロ・ロッソ     | STR1            | コスワース TJ2006  | M      | 21. | スコット・スピード         | 40. | ニール・ジャニ                                                                                                 |                                           |
| スーパーアグリF1チーム                       | スーパーアグリ   | SA05 SA06 SA06B | ホンダ RA806E      | B      | 22. | 佐藤琢磨                   | 41. | 山本左近 フランク・モンタニー                                                                                  |                                           |
| スーパーアグリF1チーム                       | スーパーアグリ   | SA05 SA06 SA06B | ホンダ RA806E      | B      | 23. | 井出有治                   | 41. | 山本左近 フランク・モンタニー                                                                                  |                                           |
| スーパーアグリF1チーム                       | スーパーアグリ   | SA05 SA06 SA06B | ホンダ RA806E      | B      | 23. | フランク・モンタニー       | 41. | 山本左近 フランク・モンタニー                                                                                  |                                           |
| スーパーアグリF1チーム                       | スーパーアグリ   | SA05 SA06 SA06B | ホンダ RA806E      | B      | 23. | 山本左近                   | 41. | 山本左近 フランク・モンタニー                                                                                  |                                           |

- トロ・ロッソのみ制限付き3.0リッターV10エンジンを使用。他は2.4リッターV8エンジン。
- タイヤメーカーを変更したチーム
  - ブリヂストン→ミシュラン - トロ・ロッソ（2005年はミナルディ）
  - ミシュラン→ブリヂストン - トヨタ、ウィリアムズ

### ドライバー変更

#### レギュラードライバー
- マクラーレン: モントーヤ（第1 - 10戦）、デ・ラ・ロサ（第11 - 18戦）
- レッドブル: クリエン（第1 - 15戦）、ドーンボス（第16 - 18戦）
- BMWザウバー: ヴィルヌーヴ（第1 - 12戦）、クビサ（第13 - 18戦）
- スーパーアグリ: 井出（第1 - 4戦）、モンタニー（第5 - 11戦）、山本（第12 - 18戦）

#### 第3ドライバー
- レッドブル: ドーンボス（第1 - 15戦）、アメルミューラー（第16 - 18戦）
- BMWザウバー: クビサ（第1 - 12戦）、ベッテル（第14 - 18戦）
- MF1レーシング: ヴィンケルホック（第1 , 3 , 12 , 13戦）、モンディーニ（第2 , 4 , 6 - 10 , 14 , 15戦）、スーティル（第5 , 11 , 17戦）、プレマ（第16戦）、ヴィソ（第18戦）
- スーパーアグリ: 山本（第8 - 11戦）、モンタニー（第14 - 18戦）

## 2006年のドライバーズランキング
| 順位 | ドライバー                 | BHR | MAL | AUS | SMR | EUR | ESP | MON | GBR | CAN | USA | FRA | GER | HUN | TUR | ITA | CHN | JPN | BRA | ポイント |
| ---- | -------------------------- | --- | --- | --- | --- | --- | --- | --- | --- | --- | --- | --- | --- | --- | --- | --- | --- | --- | --- | -------- |
| 1    | フェルナンド・アロンソ     | 1   | 2   | 1   | 2   | 2   | 1   | 1   | 1   | 1   | 5   | 2   | 5   | Ret | 2   | Ret | 2   | 1   | 2   | 134      |
| 2    | ミハエル・シューマッハ     | 2   | 6   | Ret | 1   | 1   | 2   | 5   | 2   | 2   | 1   | 1   | 1   | 8†  | 3   | 1   | 1   | Ret | 4   | 121      |
| 3    | フェリペ・マッサ           | 9   | 5   | Ret | 4   | 3   | 4   | 9   | 5   | 5   | 2   | 3   | 2   | 7   | 1   | 9   | Ret | 2   | 1   | 80       |
| 4    | ジャンカルロ・フィジケラ   | Ret | 1   | 5   | 8   | 6   | 3   | 6   | 4   | 4   | 3   | 6   | 6   | Ret | 6   | 4   | 3   | 3   | 6   | 72       |
| 5    | キミ・ライコネン           | 3   | Ret | 2   | 5   | 4   | 5   | Ret | 3   | 3   | Ret | 5   | 3   | Ret | Ret | 2   | Ret | 5   | 5   | 65       |
| 6    | ジェンソン・バトン         | 4   | 3   | 10† | 7   | Ret | 6   | 11  | Ret | 9   | Ret | Ret | 4   | 1   | 4   | 5   | 4   | 4   | 3   | 56       |
| 7    | ルーベンス・バリチェロ     | 15  | 10  | 7   | 10  | 5   | 7   | 4   | 10  | Ret | 6   | Ret | Ret | 4   | 8   | 6   | 6   | 12  | 7   | 30       |
| 8    | ファン・パブロ・モントーヤ | 5   | 4   | Ret | 3   | Ret | Ret | 2   | 6   | Ret | Ret |     |     |     |     |     |     |     |     | 26       |
| 9    | ニック・ハイドフェルド     | 12  | Ret | 4   | 13  | 10  | 8   | 7   | 7   | 7   | Ret | 8   | Ret | 3   | 14  | 8   | 7   | 8   | 17† | 23       |
| 10   | ラルフ・シューマッハ       | 14  | 8   | 3   | 9   | Ret | Ret | 8   | Ret | Ret | Ret | 4   | 9   | 6   | 7   | 15  | Ret | 7   | Ret | 20       |
| 11   | ペドロ・デ・ラ・ロサ       |     |     |     |     |     |     |     |     |     |     | 7   | Ret | 2   | 5   | Ret | 5   | 11  | 8   | 19       |
| 12   | ヤルノ・トゥルーリ         | 16  | 9   | Ret | Ret | 9   | 10  | 17† | 11  | 6   | 4   | Ret | 7   | 12† | 9   | 7   | Ret | 6   | Ret | 15       |
| 13   | デビッド・クルサード       | 10  | Ret | 8   | Ret | Ret | 14  | 3   | 12  | 8   | 7   | 9   | 11  | 5   | 15† | 12  | 9   | Ret | Ret | 14       |
| 14   | マーク・ウェバー           | 6   | Ret | Ret | 6   | Ret | 9   | Ret | Ret | 12  | Ret | Ret | Ret | Ret | 10  | 10  | 8   | Ret | Ret | 7        |
| 15   | ジャック・ヴィルヌーヴ     | Ret | 7   | 6   | 12  | 8   | 12  | 14  | 8   | Ret | Ret | 11  | Ret |     |     |     |     |     |     | 7        |
| 16   | ロバート・クビサ           |     |     |     |     |     |     |     |     |     |     |     |     | DSQ | 12  | 3   | 13  | 9   | 9   | 6        |
| 17   | ニコ・ロズベルグ           | 7   | Ret | Ret | 11  | 7   | 11  | Ret | 9   | Ret | 9   | 14  | Ret | Ret | Ret | Ret | 11  | 10  | Ret | 4        |
| 18   | クリスチャン・クリエン     | 8   | Ret | Ret | Ret | Ret | 13  | Ret | 14  | 11  | Ret | 12  | 8   | Ret | 11  | 11  |     |     |     | 2        |
| 19   | ヴィタントニオ・リウッツィ | 11  | 11  | Ret | 14  | Ret | 15† | 10  | 13  | 13  | 8   | 13  | 10  | Ret | Ret | 14  | 10  | 14  | 13  | 1        |
| 20   | スコット・スピード         | 13  | Ret | 9   | 15  | 11  | Ret | 13  | Ret | 10  | Ret | 10  | 12  | 11  | 13  | 13  | 14  | 18† | 11  | 0        |
| 21   | ティアゴ・モンテイロ       | 17  | 13  | Ret | 16  | 12  | 16  | 15  | 16  | 14  | Ret | Ret | DSQ | 9   | Ret | Ret | Ret | 16  | 15  | 0        |
| 22   | クリスチャン・アルバース   | Ret | 12  | 11  | Ret | 13  | Ret | 12  | 15  | Ret | Ret | 15  | DSQ | 10  | Ret | 17  | 15  | Ret | 14  | 0        |
| 23   | 佐藤琢磨                   | 18  | 14  | 12  | Ret | Ret | 17  | Ret | 17  | 15† | Ret | Ret | Ret | 13  | NC  | 16  | DSQ | 15  | 10  | 0        |
| 24   | ロバート・ドーンボス       |     |     |     |     |     |     |     |     |     |     |     |     |     |     |     | 12  | 13  | 12  | 0        |
| 25   | 井出有治                   | Ret | Ret | 13  | Ret |     |     |     |     |     |     |     |     |     |     |     |     |     |     | 0        |
| 26   | 山本左近                   |     |     |     |     |     |     |     |     |     |     |     | Ret | Ret | Ret | Ret | 16  | 17  | 16  | 0        |
| 27   | フランク・モンタニー       |     |     |     |     | Ret | Ret | 16  | 18  | Ret | Ret | 16  |     |     |     |     |     |     |     | 0        |
| 順位 | ドライバー                 | BHR | MAL | AUS | SMR | EUR | ESP | MON | GBR | CAN | USA | FRA | GER | HUN | TUR | ITA | CHN | JPN | BRA | ポイント |

| 色   | 結果                                    |
| ---- | --------------------------------------- |
| 金色 | 勝者                                    |
| 銀色 | 2位                                     |
| 銅色 | 3位                                     |
| 緑   | ポイント獲得                            |
| 青   | 完走                                    |
| 青   | † 完走扱い（全周回数の90%以上走行）     |
| 青   | 規定周回数不足（NC）                    |
| 紫   | リタイア（Ret）                         |
| 赤   | 予選不通過（DNQ）                       |
| 赤   | 予備予選不通過（DNPQ）                  |
| 黒   | 失格（DSQ）                             |
| 白   | スタートせず（DNS）                     |
| 白   | レース中止（C）                         |
| 水色 | プラクティスのみ（PO）                  |
| 水色 | 金曜日テストドライバー（TD） 2003年以降 |
| 空欄 | プラクティス出走せず（DNP）             |
| 空欄 | 除外 (EX)                               |
| 空欄 | 到着せず (DNA)                          |
| 空欄 | 欠場 (WD)                               |

† リタイアしたがレース距離の90％以上を走行していたため完走扱い

## 2006年のコンストラクターズランキング
| 順位 | コンストラクター        | 車番 | BHR | MAL | AUS | SMR | EUR | ESP | MON | GBR | CAN | USA | FRA | GER | HUN | TUR | ITA | CHN | JPN | BRA | ポイント |
| ---- | ----------------------- | ---- | --- | --- | --- | --- | --- | --- | --- | --- | --- | --- | --- | --- | --- | --- | --- | --- | --- | --- | -------- |
| 1    | ルノー                  | 1    | 1   | 2   | 1   | 2   | 2   | 1   | 1   | 1   | 1   | 5   | 2   | 5   | Ret | 2   | Ret | 2   | 1   | 2   | 206      |
| 1    | ルノー                  | 2    | Ret | 1   | 5   | 8   | 6   | 3   | 6   | 4   | 4   | 3   | 6   | 6   | Ret | 6   | 4   | 3   | 3   | 6   | 206      |
| 2    | フェラーリ              | 5    | 2   | 6   | Ret | 1   | 1   | 2   | 5   | 2   | 2   | 1   | 1   | 1   | 8   | 3   | 1   | 1   | Ret | 4   | 201      |
| 2    | フェラーリ              | 6    | 9   | 5   | Ret | 4   | 3   | 4   | 9   | 5   | 5   | 2   | 3   | 2   | 7   | 1   | 9   | Ret | 2   | 1   | 201      |
| 3    | マクラーレン-メルセデス | 3    | 3   | Ret | 2   | 5   | 4   | 5   | Ret | 3   | 3   | Ret | 5   | 3   | Ret | Ret | 2   | Ret | 5   | 5   | 110      |
| 3    | マクラーレン-メルセデス | 4    | 5   | 4   | Ret | 3   | Ret | Ret | 2   | 6   | Ret | Ret | 7   | Ret | 2   | 5   | Ret | 5   | 11  | 8   | 110      |
| 4    | ホンダ                  | 11   | 15  | 10  | 7   | 10  | 5   | 7   | 4   | 10  | Ret | 6   | Ret | Ret | 4   | 8   | 6   | 6   | 12  | 7   | 86       |
| 4    | ホンダ                  | 12   | 4   | 3   | 10  | 7   | Ret | 6   | 11  | Ret | 9   | Ret | Ret | 4   | 1   | 4   | 5   | 4   | 4   | 3   | 86       |
| 5    | BMW ザウバー            | 16   | 12  | Ret | 4   | 13  | 10  | 8   | 7   | 7   | 7   | Ret | 8   | Ret | 3   | 14  | 8   | 7   | 8   | 17  | 36       |
| 5    | BMW ザウバー            | 17   | Ret | 7   | 6   | 12  | 8   | 12  | 14  | 8   | Ret | Ret | 11  | Ret | DSQ | 12  | 3   | 13  | 9   | 9   | 36       |
| 6    | トヨタ                  | 7    | 14  | 8   | 3   | 9   | Ret | Ret | 8   | Ret | Ret | Ret | 4   | 9   | 6   | 7   | 15  | Ret | 7   | Ret | 35       |
| 6    | トヨタ                  | 8    | 16  | 9   | Ret | Ret | 9   | 10  | 17  | 11  | 6   | 4   | Ret | 7   | 12  | 9   | 7   | Ret | 6   | Ret | 35       |
| 7    | レッドブル-フェラーリ   | 14   | 10  | Ret | 8   | Ret | Ret | 14  | 3   | 12  | 8   | 7   | 9   | 11  | 5   | 15  | 12  | 9   | Ret | Ret | 16       |
| 7    | レッドブル-フェラーリ   | 15   | 8   | Ret | Ret | Ret | Ret | 13  | Ret | 14  | 11  | Ret | 12  | 8   | Ret | 11  | 11  | 12  | 13  | 12  | 16       |
| 8    | ウィリアムズ-コスワース | 9    | 6   | Ret | Ret | 6   | Ret | 9   | Ret | Ret | 12  | Ret | Ret | Ret | Ret | 10  | 10  | 8   | Ret | Ret | 11       |
| 8    | ウィリアムズ-コスワース | 10   | 7   | Ret | Ret | 11  | 7   | 11  | Ret | 9   | Ret | 9   | 14  | Ret | Ret | Ret | Ret | 11  | 10  | Ret | 11       |
| 9    | トロ・ロッソ-コスワース | 20   | 11  | 11  | Ret | 14  | Ret | 15  | 10  | 13  | 13  | 8   | 13  | 10  | Ret | Ret | 14  | 10  | 14  | 13  | 1        |
| 9    | トロ・ロッソ-コスワース | 21   | 13  | Ret | 9   | 15  | 11  | Ret | 13  | Ret | 10  | Ret | 10  | 12  | 11  | 13  | 13  | 14  | 18  | 11  | 1        |
| 10   | MF1-トヨタ              | 18   | 17  | 13  | Ret | 16  | 12  | 16  | 15  | 16  | 14  | Ret | Ret | DSQ | 9   | Ret | Ret | Ret | 16  | 15  | 0        |
| 10   | MF1-トヨタ              | 19   | Ret | 12  | 11  | Ret | 13  | Ret | 12  | 15  | Ret | Ret | 15  | DSQ | 10  | Ret | 17  | 15  | Ret | 14  | 0        |
| 11   | スーパーアグリ-ホンダ   | 22   | 18  | 14  | 12  | Ret | Ret | 17  | Ret | 17  | 15  | Ret | Ret | Ret | 13  | NC  | 16  | DSQ | 15  | 10  | 0        |
| 11   | スーパーアグリ-ホンダ   | 23   | Ret | Ret | 13  | Ret | Ret | Ret | 16  | 18  | Ret | Ret | 16  | Ret | Ret | Ret | Ret | 16  | 17  | 16  | 0        |
| 順位 | コンストラクター        | 車番 | BHR | MAL | AUS | SMR | EUR | ESP | MON | GBR | CAN | USA | FRA | GER | HUN | TUR | ITA | CHN | JPN | BRA | ポイント |